# Carter megye (Kentucky)
Carter megye az Amerikai Egyesült Államokban, azon belül Kentucky államban található. Megyeszékhelye és legnagyobb városa Grayson. Lakosainak száma 26 627 fő (2020. április 1.). Carter megye Lewis, Greenup, Boyd, Lawrence, Elliott és Rowan megyékkel határos.

## Népesség
A megye népességének változása:
| Lakosok száma | 27 732 | 27 393 | 27 353 | 27 202 | 27 158 | 26 627 |
|               | 2010   | 2011   | 2012   | 2013   | 2015   | 2020   |